# 日本における2019年コロナウイルス感染症による教育への影響
- 新型コロナウイルス感染症の世界的流行 > 新型コロナウイルス感染症による社会・経済的影響 > 新型コロナウイルス感染症による教育への影響（英語版） > 日本の教育への影響
  - 日本における新型コロナウイルス感染症の流行状況 > 日本における新型コロナウイルス感染症による社会・経済的影響 > 日本の教育への影響

日本における2019年コロナウイルス感染症による教育への影響（にほんにおける2019ねんコロナウイルスかんせんしょうによるきょういくへのえいきょう）では、新型コロナウイルス感染症（COVID-19）の流行による日本国内における教育への影響について述べる。
2020年2月には、安倍晋三内閣総理大臣（当時）が全国すべての小中学校や高等学校などを臨時休校にするよう要請。4月には政府から緊急事態宣言が発令され、東京都では大学や専修学校も休業要請を受けた。大学をはじめとする教育現場は感染拡大防止のためオンライン化などで対応を行ったが、2020年後期に入っても引き続きオンラインで授業を行う判断をした大学もあり、影響は長引いた。

## 小学校・中学校・高等学校

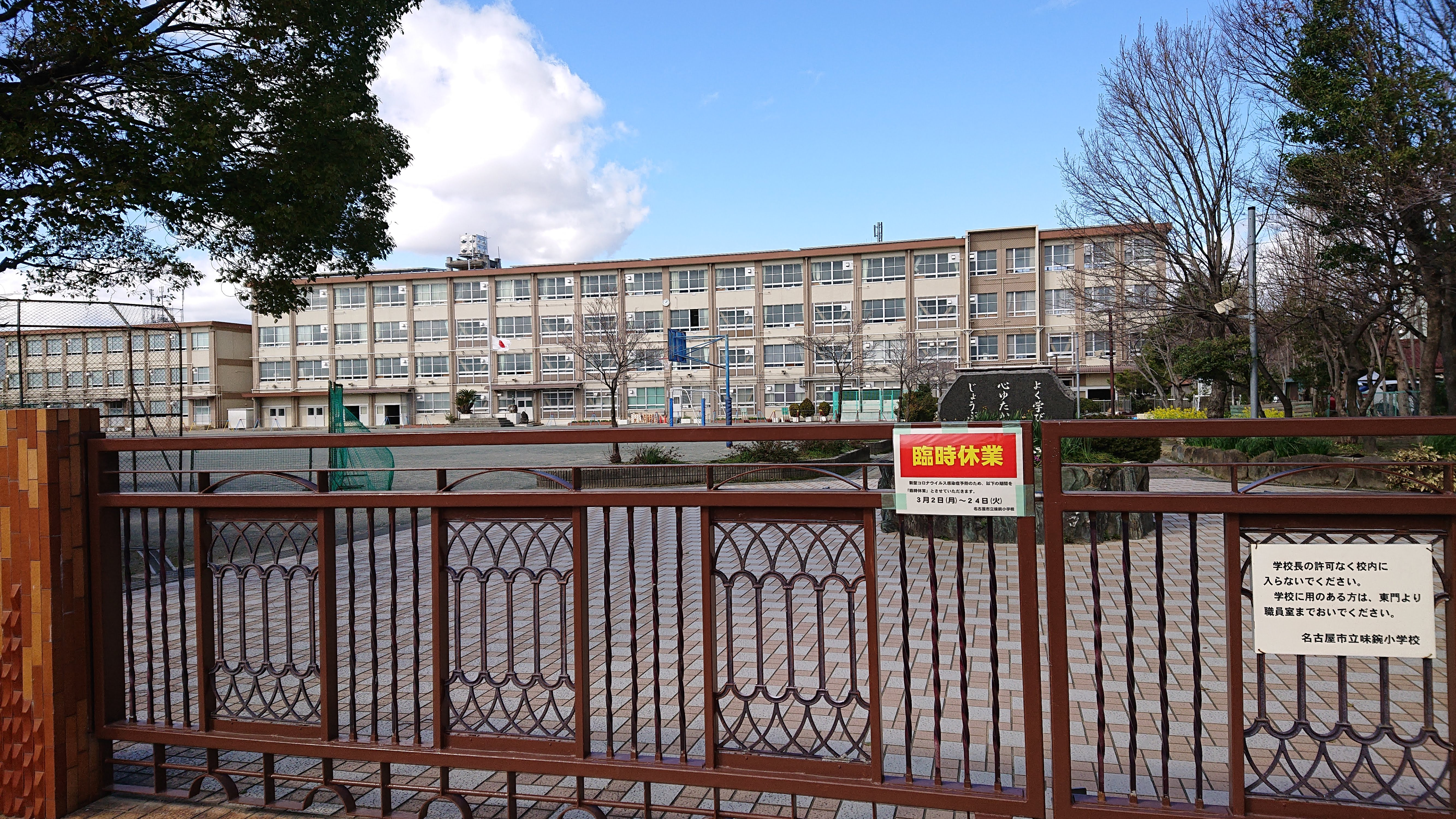
閉鎖された名古屋市立味鋺小学校（2020年3月11日）

2020年2月27日、総理大臣官邸で開かれた新型コロナウイルス対策本部で安倍晋三内閣総理大臣は3月2日から全国すべての小学校・中学校、高等学校と特別支援学校について、春休みに入るまで臨時休校とするよう要請する考えを示し、文部科学省は全国の関係機関に要請を行った。多くの子供たちや教員が日常的に長時間集まることによる大規模な感染リスクにあらかじめ備えるのが狙いであったが、これを受けて企業でも事業の中止や縮小が相次いだ。教育産業である学習塾や、小売店、レジャー施設が休業や休園を表明した。
3月17日、文部科学省は「新型コロナウイルス感染症対策のための一斉臨時休業の影響を考慮」して、4月16日に行う予定だった「全国学力・学習状況調査」（全国学力テスト）2020年（令和2年）は中止された。
5月11日の文部科学省の学校の情報環境整備に関する説明会では、文部科学省 初等中等教育局 情報教育・外国語教育課長が5％が環境が整っていないから実施しないのは言い訳であると主張し、この非常時にさえICTを活用しないのは何故かと疑問を投げかけている。
岐阜県の公立高校では同時接続数の増加に伴う画像遅延などオンラインならではの不具合が想定に対し録画したDVDを貸し出しするなどして対応した。東京都足立区では、オリジナル学習教材を新たに用意し区立小・中学校の教員が授業を行い、映像を作成。YouTubeで限定公開した。長野県白馬村の白馬中学校では学校長が保護者や周囲の支援を受け、わずか10日でゼロから双方向オンライン授業を実施した。オンライン授業について私立学校の教諭に教員研修をしてもらい、Wi-Fi環境不足の生徒には協力ホテル内で受講させる環境を整えた。
2020年3月から5月にかけて、新型コロナウイルス感染症拡大予防のためにとられた全国での一斉休校において、学校や部活も無くなり自宅にいる中高校生（主に教育困難校の生徒）が性行為の機会を持ち望まない妊娠に至ったり、妊娠の不安を感じてこうのとりのゆりかごを設置する熊本市の慈恵病院の妊娠相談窓口に、過去最多の中高生からの相談が寄せられている。生活苦から援助交際といわれる年上男性との性行為の結果、妊娠に至った高校生もおり、親に打ち明けるにも「小さないのちのドア」などの支援者の援助を得て乗り切るケースもある 。休校期間中に性的虐待が判明した少女には、10歳での母の恋人からの性暴力の妊娠や12歳での父からの性強要による事件も含まれ、日本は他国に比較し性虐待の顕在化がされていない可能性が高い一方で自分の体を守り大切にする性教育が不足しているため自らを責めたり我慢をする少女もいる。
兵庫県姫路市の日生学園が運営する私立高校・自由ケ丘高等学校は、流行の影響で見学会への参加者が激減するなど、今年の入学者が定員を大幅に下回ったため、2021年度をもって新入生の募集を停止して休校し、在校生を三重県にある系列校の青山高等学校へ転校させることになった。
2021年4月19日、大阪府大阪市の松井市長は、大阪府内に緊急事態宣言が発令された場合市立小中学校の授業をオンラインで実施すると表明した。すでに全児童・生徒に配られた1人1台のiPadを活用する。

## 大学・専修学校

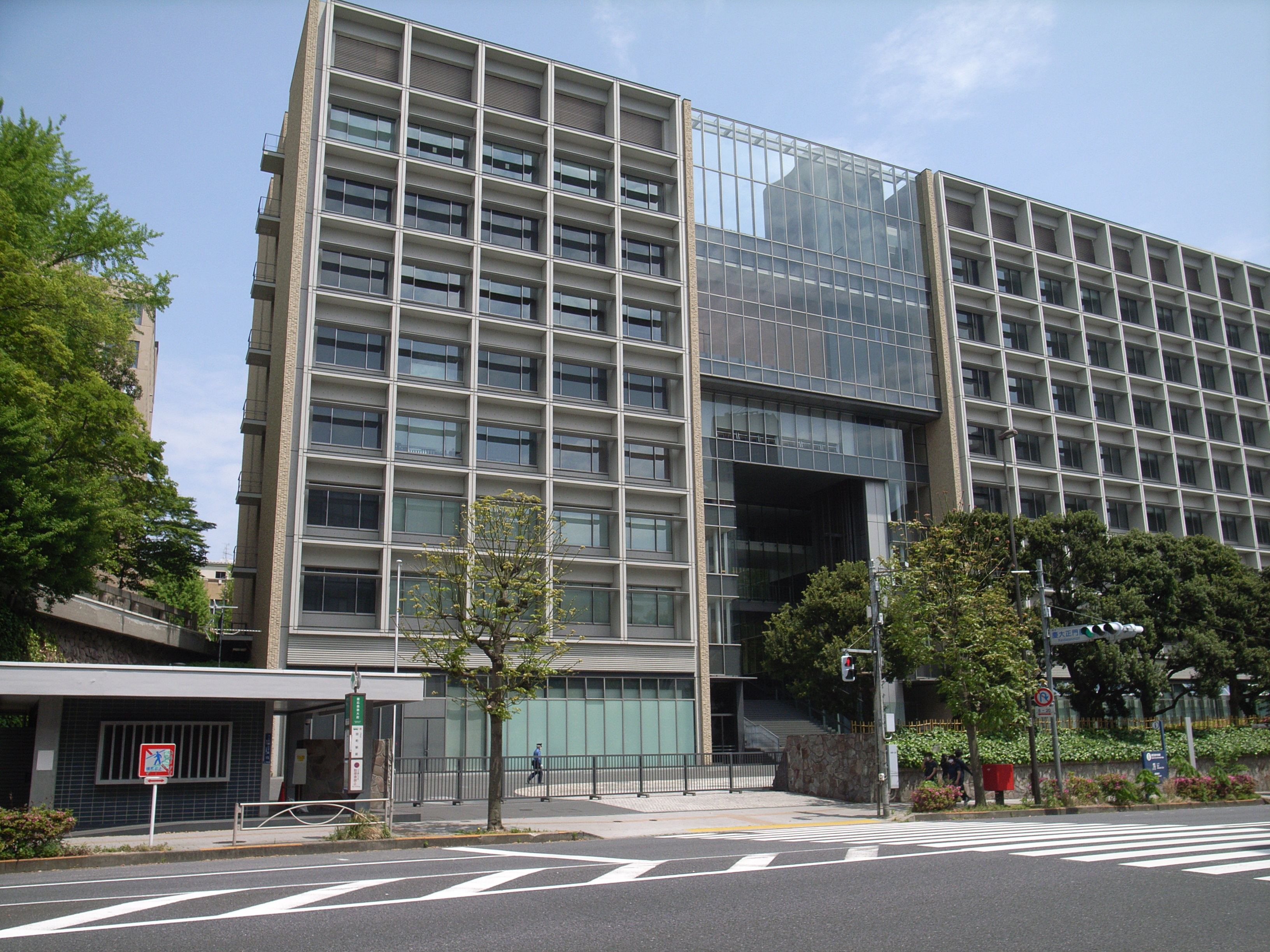
校門を閉ざした慶応義塾大学（三田キャンパス）

新型コロナウイルスの感染拡大は大学や大学の教育研究にも大きな影響を与えた。感染拡大初期の2020年3月から新年度が始まる4月にかけては、東京や関西の有名大学を始めとした全国の大学で卒業式や入学式の中止が相次いだ。大学構内での発表が恒例となっている合格発表にも、学内での発表を見送りホームページ上で行うなどの影響が出た。また、4月6日時点で少なくとも全国48の大学で学生や教職員に感染者が出ていることがNHKの取材で分かった。
4月7日には政府から緊急事態宣言が発令され、対象地域である東京都では大学や専修学校も休業要請を受けた。文部科学省は卒業に必要な124単位のうち、オンラインなどの遠隔授業で取得できる上限を60単位と定めた大学設置基準（省令）の規制を特例的に緩め、各大学あてに出した事務連絡で遠隔授業の好事例を紹介するなど、遠隔授業を後押しした。東京都の大学を含め、全国の多くの大学で授業の開始を遅らせる対応が取られ、オンラインで授業を行うことにした大学や、構内への立ち入りを制限するなどの対応を取った大学もある。株式会社デジタル・ナレッジの調査によれば、2020年4月～5月のオンライン授業実施率は93.7％と2020年3月以前の4.2％に比べて急増。各大学が2020年度前期を基本的にオンライン授業に移行する中、精神的に落ち込んだり、昼夜逆転など生活の乱れの問題を抱える生徒もいた。学生の多くは対面授業を望んでいるという調査結果もある。特に大学1年生の孤立問題は深刻で、全国大学生協連の7月調査では、1年生の28％が「新しい友だちがいない」と回答。オンライン授業のみを受けてきた1年生では33％に上った。金銭面での不安を抱える学生も多く、学費の一部返納や支援金の給付など独自に学生支援策を打ち出した大学もある。高等教育無償化プロジェクトFREEのアンケートによると、大学生や短大生514人の回答では13人に一人が大学を辞める検討を始めていることが分かっている。
2020年後期では、全国のほとんどの大学がオンライン中心だった授業に対面授業を取り入れるとする一方、対面授業開始へ動き始めるも感染の拡大を受けて引き続きオンラインで授業を行う判断をした大学もある。学生の間には「友人をつくれない」「実習ができないと困る」といった不安が広がった。文部科学省が全国の国公私立大学や短期大学など1060校を対象に行った調査では「対面と遠隔を併用する」と回答したのは849校であったが、地域によって大きな差が生じている実態が明らかになった。
後期授業を「全面対面」で行うと回答した学校の割合
| 北海道・東北 | 34％ |  |
| 関東         | 9％  |  |
| 中部         | 21％ |  |
| 近畿         | 15％ |  |
| 中国・四国   | 33%  |  |
| 九州・沖縄   | 25%  |  |

後期授業を「ほぼ遠隔」で行うと回答した学校の割合
| 北海道・東北 | 4％  |  |
| 関東         | 33％ |  |
| 中部         | 14％ |  |
| 近畿         | 12％ |  |
| 中国・四国   | 13%  |  |
| 九州・沖縄   | 13%  |  |

後期授業の形態を「ほぼ対面」「7割対面」と回答した学校の割合
| 北海道・東北 | 56％ |  |
| 関東         | 19％ |  |
| 中部         | 35％ |  |
| 近畿         | 33％ |  |
| 中国・四国   | 48%  |  |
| 九州・沖縄   | 30%  |  |

学生の「ほぼ全員」が、週に2日以上、キャンパスに通うことができると回答した学校の割合
| 北海道・東北 | 75％ |  |
| 関東         | 38％ |  |
| 中部         | 64％ |  |
| 近畿         | 63％ |  |
| 中国・四国   | 81%  |  |
| 九州・沖縄   | 62%  |  |

10月16日、文部科学省は依然遠隔授業を続ける大学が多いとして、後期の授業全体で対面を実施する頻度が3割以下と回答した国公私立大など376校を対象に改めて対面と遠隔授業の比率などを再調査する方針を示した。また、対面授業の割合が半数に満たない大学の状況を調べ、11月上旬に大学名を公表すると発表した。萩生田光一文部科学大臣は同日の閣議後記者会見で「遠隔と対面のハイブリッドの授業をやってもらいたいとお願いしてきたが、対面が再開できていないとの声がある」と述べ、対面授業の実施を促した。「オンライン授業は駄目だと言っているわけではない」と付言したが、4月の文部科学省の動向（オンライン単位取得の上限緩和、遠隔授業の好事例を紹介など）から文部科学省はオンライン授業に前向きなのだと受け止めた大学は多く、キャンパス内の通信環境の改善・学生にノートパソコンなどの購入費を助成するなどの対応を取っていた。オンライン授業などの遠隔授業を後押ししてきたのも文部科学省である事実もあって、大学関係者には困惑をもって受け止められた。 朝日新聞と河合塾が9月25日から11月24日に国公私立の767大学を対象に（うち631大学が回答）実施した共同調査によれば、全国の国公私立大のうち少なくとも190大学が「経済的理由による退学・休学者」が今年度末に増えると予想していることが分かった。不況で家計が苦しくなり、学費を払えない学生が増えるとみる大学も多く、特に国公立より学費が高い私立大では退学・休学者が増加すると見込む大学は35％に達する。今後経営が困難な大学が増加すると予想する大学も回答者の8割を超えた。

## 9月入学
全国の学校で休校措置が取られたことから、学業の遅れを取り戻す手段として、9月入学への移行が議論されたが、見送られた。

## 保育所
- 厚生労働省によると、2020年4月16日時点で臨時休園している認可保育所は15都県の168か所で、そのうち都内が144か所。感染で休園したのは20か所に上る[34]。
- 4月26日、県庁所在地など85市区の内64％にあたる54市区が学童保育の利用を自粛するよう求めている[35]。

## その他
| 感染対策をとった上で半日実施で開催された運動会の様子（2021年） |  | 同じ学校における通常開催の様子（2025年） |
| 感染対策をとった上で半日実施で開催された運動会の様子（2021年） |  | 同じ学校における通常開催の様子（2025年） |

- オンライン教育 - 2020年3月23日のユネスコの会議では、参加した11か国のうち日本以外の全てが休校中にオンラインで授業をしていたことが判明し、萩生田光一大臣は「最も遅れていることを改めて自覚した」と述べた[36]。4月21日、文部科学省の16日正午時点の集計で休校中に同時双方向型オンライン指導を実施する教育委員会は5％にとどまり、学校数で考えると更に低いとみられる[37]。
- 2020年5月21日、スポーツ庁は学校の体育の授業で新型コロナウイルス対策のためのマスク着用は不要との事務連絡を全国の教育委員会などへ出した。運動時に充分な呼吸ができなくなったり、熱中症になるリスクがあるためで、体育の授業では、屋外で子ども同士の間隔を2メートル以上とり、不必要な会話を避け、授業前後に手洗いも求め、密集や接触のある運動は当面行わない[38]。
- 保育園や幼稚園などが休みになった影響で、保護者らは在宅勤務をしながら自宅で育児をすることを余儀なくされた場合もみられた。
  - 有志の保護者らが未就学児の保護者に対して実施したアンケートでは、在宅勤務を中断して育児をしている人が65%、深夜や早朝に労働している人も37%いた[39]。アンケートの主催者は「自宅保育と在宅勤務の両立は難しい。早期に園を再開してほしい」と訴える[40][41]。
- 2021年2月16日までに、コロナ禍に伴う経済的困窮や学生生活不適応、修学意欲低下などを理由に国公私立の大学や短期大学、高等専門学校を中退した学生が日本国内で1,367人に上ることが、文部科学省の調査で判明した。同様の理由で休学した生徒も4,434人に上った[42]。